# Мерипилус гигантский
Мерипилус гигантский (лат. Meripilus giganteus) — гриб рода Meripilus семейства Мерипиловых. Фитопатоген, вызывает «белую гниль» у широколиственных деревьев, как правило, у бука. Распространён по всему северному полушарию, часто встречается в Европе.

## Сходные виды
- Трутовик серно-жёлтый (лат. Laetiporus sulphureus)